# Stadio Lungobisenzio
Le stade Lungobisenzio est un stade omnisports situé dans la commune de Prato en Toscane. 

## Histoire
Le stade a été inauguré en 1941 (travaux de construction ont commencé en 1939). Initialement la capacité du stade était de 10 000 places. Après plusieurs séries de travaux,la capacité a été réduite à 6 750 sièges en raison de la réglementation en vigueur sur la sécurité des événements sportifs.